# أوبن دي سويد فارجاردا - سباق الزمن للفرق 2019
أوبن دي سويد فارجاردا - سباق الزمن للفرق 2019 هو سباق دراجات هوائية، وهو الموسم الثاني عشر من أوبن دي سويد فارجاردا - سباق الزمن للفرق ‏، وأقيم في 17 أغسطس 2019 ضمن سباقات طواف العالم للدراجات للسيدات 2019، وشارك فيه  80 متسابقاً ووصل إلى نهايته  80 متسابقاً.
فاز بالمركز الأول Trek-Segafredo Women 2019 ‏، وفاز بالمركز الثاني كانيون إس آر إيه إم راسينغ 2019 ‏، وفاز بالمركز الثالث فريق سنويب للسيدات 2019 ‏، وتصدر تصنيف طواف العالم أنيميك فان فليوتن.

## الفرق
| فرق سيدات محترفة (15)- يو أي أيه تيم ‏ - إس دي وركس ‏ - BTC City Ljubljana ‏ - كانيون إس آر إيه إم راسينغ 2019 ‏ - ليف ريسينغ ‏ - FDJ–Suez ‏ - Liv AlUla Jayco ‏ - موفيستار للسيدات ‏ - باركهوتل فالكنبورغ 2019 ‏ - فريق سنويب للسيدات 2019 ‏ - EF Education–Tibco–SVB ‏ - Team Virtu Cycling Women ‏ - فالكار سيلانس 2019 ‏ - Lidl–Trek (women's team) ‏ - Ceratizit Pro Cycling ‏ فرق وطنية (2)- فريق النرويج لركوب الدراجات للسيدات 2019 ‏ - فريق السويد لركوب الدراجات للسيدات 2019‏ |  |
| |  |

## المشاركون
| إس دي وركس ‏ DLT | إس دي وركس ‏ DLT            | إس دي وركس ‏ DLT |
| --------------- | -------------------------- | --------------- |
| م               | عداء                       | مرتبة           |
| 11              | أنا فان دير بريغين         | 4               |
| 12              | كارول آن كانويل            | 4               |
| 13              | ايمي بيترز                 | 4               |
| 14              | كريستين ماجروس (زمني فردي) | 4               |
| 15              | أمالي ديديريكسن            | 4               |
| 16              | Jip van den Bos ‏           | 4               |

| Liv AlUla Jayco ‏ MTS | Liv AlUla Jayco ‏ MTS      | Liv AlUla Jayco ‏ MTS |
| -------------------- | ------------------------- | -------------------- |
| م                    | عداء                      | مرتبة                |
| 21                   | سارة روي                  | لم يكمل السباق       |
| 22                   | غراسي إلفن                | 6                    |
| 23                   | جيسيكا ألين               | 6                    |
| 24                   | غريس براون (زمني فردي)    | 6                    |
| 25                   | Moniek Tenniglo ‏          | 6                    |
| 26                   | جورجيا وليامز (زمني فردي) | 6                    |

| Lidl–Trek (women's team) ‏ TFS | Lidl–Trek (women's team) ‏ TFS | Lidl–Trek (women's team) ‏ TFS |
| ----------------------------- | ----------------------------- | ----------------------------- |
| م                             | عداء                          | مرتبة                         |
| 31                            | Audrey Cordon-Ragot           | 1                             |
| 32                            | إليسا ونغو بورغيني            | 1                             |
| 33                            | Ellen van Dijk (زمني فردي)    | 1                             |
| 34                            | تايلر وايلز                   | 1                             |
| 35                            | روث ويندر                     | 1                             |
| 36                            | تريكسي ووراك                  | 1                             |

| ليف ريسينغ ‏ CCC | ليف ريسينغ ‏ CCC           | ليف ريسينغ ‏ CCC |
| --------------- | ------------------------- | --------------- |
| م               | عداء                      | مرتبة           |
| 41              | Valerie Demey ‏            | 8               |
| 42              | Jeanne Korevaar ‏          | 8               |
| 43              | ريجان ماركوس              | 8               |
| 44              | Agnieszka Skalniak-Sójka ‏ | 8               |
| 45              | Marta Lach ‏               | 8               |

| كانيون–إس آر إيه إم ‏ CSR | كانيون–إس آر إيه إم ‏ CSR   | كانيون–إس آر إيه إم ‏ CSR |
| ------------------------ | -------------------------- | ------------------------ |
| م                        | عداء                       | مرتبة                    |
| 51                       | ألينا أمياليوسيك           | 2                        |
| 52                       | Alice Barnes (زمني فردي)   | 2                        |
| 53                       | هانا بارنز                 | 2                        |
| 54                       | إيلينا سيتشيني (زمني فردي) | 2                        |
| 55                       | ليزا كلاين (زمني فردي)     | 2                        |

| فريق سنويب للسيدات ‏ SUN | فريق سنويب للسيدات ‏ SUN | فريق سنويب للسيدات ‏ SUN |
| ----------------------- | ----------------------- | ----------------------- |
| م                       | عداء                    | مرتبة                   |
| 61                      | لوسيندا براند           | 3                       |
| 62                      | ليا كيرشمان (زمني فردي) | 3                       |
| 63                      | فلورتجي ماكايج          | 3                       |
| 64                      | بيرنيل ماثيسين          | 3                       |
| 65                      | Coryn Rivera            | 3                       |
| 66                      | جولييت لابوس            | 3                       |

| باركهوتل فالكنبورغ ‏ PHV | باركهوتل فالكنبورغ ‏ PHV | باركهوتل فالكنبورغ ‏ PHV |
| ----------------------- | ----------------------- | ----------------------- |
| م                       | عداء                    | مرتبة                   |
| 71                      | لورينا ويبيس            | 13                      |
| 72                      | Marit Raaijmakers ‏      | 13                      |
| 73                      | روكسان كنيتيمان         | 13                      |
| 74                      | فيمكا ماركوس            | 13                      |
| 75                      | ديمي فوليرينغ           | 13                      |
| 76                      | Nina Buijsman ‏          | 13                      |

| Team Virtu Cycling Women ‏ TVC | Team Virtu Cycling Women ‏ TVC | Team Virtu Cycling Women ‏ TVC |
| ----------------------------- | ----------------------------- | ----------------------------- |
| م                             | عداء                          | مرتبة                         |
| 91                            | مارتا باستيانيلي              | لم يكمل السباق                |
| 92                            | أنوسكا كوستر                  | 5                             |
| 93                            | كاتارزينا باولوسكا            | لم يكمل السباق                |
| 94                            | ميكي كروجر                    | 5                             |
| 95                            | لويز هانسن (زمني فردي)        | 5                             |
| 96                            | كريستينا سيجارد               | 5                             |

| يو أي أيه تيم ‏ ALE | يو أي أيه تيم ‏ ALE        | يو أي أيه تيم ‏ ALE |
| ------------------ | ------------------------- | ------------------ |
| م                  | عداء                      | مرتبة              |
| 101                | كلو هوسكينغ               | لم يكمل السباق     |
| 102                | رومي كاسبر                | 9                  |
| 103                | ثريا بالادين              | 9                  |
| 104                | Eri Yonamine ‏ (زمني فردي) | 9                  |
| 105                | Karlijn Swinkels ‏         | 9                  |
| 106                | Diana Peñuela ‏            | لم يكمل السباق     |

| فالكار سيلانس ‏ VAL | فالكار سيلانس ‏ VAL      | فالكار سيلانس ‏ VAL |
| ------------------ | ----------------------- | ------------------ |
| م                  | عداء                    | مرتبة              |
| 111                | مارتا كافالي            | 7                  |
| 112                | Vittoria Guazzini ‏      | 7                  |
| 113                | ماريا جوليا كونفالونيري | 7                  |
| 114                | Alessia Vigilia ‏        | 7                  |
| 115                | إيلينا بيروني           | 7                  |
| 116                | كيارا كونسوني           | لم يكمل السباق     |

| موفيستار للسيدات ‏ MOV | موفيستار للسيدات ‏ MOV    | موفيستار للسيدات ‏ MOV |
| --------------------- | ------------------------ | --------------------- |
| م                     | عداء                     | مرتبة                 |
| 121                   | أود بيانيك               | 10                    |
| 122                   | روكسان فورنييه           | لم يكمل السباق        |
| 123                   | شيلا جوتيريز (زمني فردي) | 10                    |
| 124                   | Lourdes Oyarbide ‏        | 10                    |
| 125                   | غلوريا رودريغيز          | 10                    |
| 126                   | مارغريتا فيكتوريا غارسيا | 10                    |

| EF Education–Tibco–SVB ‏ TIB | EF Education–Tibco–SVB ‏ TIB | EF Education–Tibco–SVB ‏ TIB |
| --------------------------- | --------------------------- | --------------------------- |
| م                           | عداء                        | مرتبة                       |
| 131                         | أليسون جاكسون               | 14                          |
| 132                         | Sharlotte Lucas ‏            | 14                          |
| 133                         | Shannon Malseed ‏            | 14                          |
| 134                         | ليا ديكسون ‏                 | 14                          |

| FDJ–Suez ‏ FDJ | FDJ–Suez ‏ FDJ      | FDJ–Suez ‏ FDJ  |
| ------------- | ------------------ | -------------- |
| م             | عداء               | مرتبة          |
| 141           | شارلوت بيكر        | 11             |
| 142           | Stine Borgli ‏      | 11             |
| 143           | Shara Marche       | 11             |
| 144           | Maëlle Grossetête ‏ | 11             |
| 145           | لورين كيتشن        | 11             |
| 146           | Greta Richioud ‏    | لم يكمل السباق |

| BTC City Ljubljana ‏ BTC | BTC City Ljubljana ‏ BTC  | BTC City Ljubljana ‏ BTC |
| ----------------------- | ------------------------ | ----------------------- |
| م                       | عداء                     | مرتبة                   |
| 151                     | يوجينة بوجاك (زمني فردي) | 12                      |
| 152                     | Maaike Boogaard ‏         | 12                      |
| 153                     | Anastasia Chursina       | 12                      |
| 154                     | Hayley Simmonds ‏         | 12                      |
| 155                     | حنا نيلسون               | 12                      |
| 156                     | Urša Pintar ‏             | 12                      |

| إس دي وركس ‏ DLT | إس دي وركس ‏ DLT            | إس دي وركس ‏ DLT |
| --------------- | -------------------------- | --------------- |
| م               | عداء                       | مرتبة           |
| 11              | أنا فان دير بريغين         | 4               |
| 12              | كارول آن كانويل            | 4               |
| 13              | ايمي بيترز                 | 4               |
| 14              | كريستين ماجروس (زمني فردي) | 4               |
| 15              | أمالي ديديريكسن            | 4               |
| 16              | Jip van den Bos ‏           | 4               |

| Liv AlUla Jayco ‏ MTS | Liv AlUla Jayco ‏ MTS      | Liv AlUla Jayco ‏ MTS |
| -------------------- | ------------------------- | -------------------- |
| م                    | عداء                      | مرتبة                |
| 21                   | سارة روي                  | لم يكمل السباق       |
| 22                   | غراسي إلفن                | 6                    |
| 23                   | جيسيكا ألين               | 6                    |
| 24                   | غريس براون (زمني فردي)    | 6                    |
| 25                   | Moniek Tenniglo ‏          | 6                    |
| 26                   | جورجيا وليامز (زمني فردي) | 6                    |

| Lidl–Trek (women's team) ‏ TFS | Lidl–Trek (women's team) ‏ TFS | Lidl–Trek (women's team) ‏ TFS |
| ----------------------------- | ----------------------------- | ----------------------------- |
| م                             | عداء                          | مرتبة                         |
| 31                            | Audrey Cordon-Ragot           | 1                             |
| 32                            | إليسا ونغو بورغيني            | 1                             |
| 33                            | Ellen van Dijk (زمني فردي)    | 1                             |
| 34                            | تايلر وايلز                   | 1                             |
| 35                            | روث ويندر                     | 1                             |
| 36                            | تريكسي ووراك                  | 1                             |

| ليف ريسينغ ‏ CCC | ليف ريسينغ ‏ CCC           | ليف ريسينغ ‏ CCC |
| --------------- | ------------------------- | --------------- |
| م               | عداء                      | مرتبة           |
| 41              | Valerie Demey ‏            | 8               |
| 42              | Jeanne Korevaar ‏          | 8               |
| 43              | ريجان ماركوس              | 8               |
| 44              | Agnieszka Skalniak-Sójka ‏ | 8               |
| 45              | Marta Lach ‏               | 8               |

| كانيون–إس آر إيه إم ‏ CSR | كانيون–إس آر إيه إم ‏ CSR   | كانيون–إس آر إيه إم ‏ CSR |
| ------------------------ | -------------------------- | ------------------------ |
| م                        | عداء                       | مرتبة                    |
| 51                       | ألينا أمياليوسيك           | 2                        |
| 52                       | Alice Barnes (زمني فردي)   | 2                        |
| 53                       | هانا بارنز                 | 2                        |
| 54                       | إيلينا سيتشيني (زمني فردي) | 2                        |
| 55                       | ليزا كلاين (زمني فردي)     | 2                        |

| فريق سنويب للسيدات ‏ SUN | فريق سنويب للسيدات ‏ SUN | فريق سنويب للسيدات ‏ SUN |
| ----------------------- | ----------------------- | ----------------------- |
| م                       | عداء                    | مرتبة                   |
| 61                      | لوسيندا براند           | 3                       |
| 62                      | ليا كيرشمان (زمني فردي) | 3                       |
| 63                      | فلورتجي ماكايج          | 3                       |
| 64                      | بيرنيل ماثيسين          | 3                       |
| 65                      | Coryn Rivera            | 3                       |
| 66                      | جولييت لابوس            | 3                       |

| باركهوتل فالكنبورغ ‏ PHV | باركهوتل فالكنبورغ ‏ PHV | باركهوتل فالكنبورغ ‏ PHV |
| ----------------------- | ----------------------- | ----------------------- |
| م                       | عداء                    | مرتبة                   |
| 71                      | لورينا ويبيس            | 13                      |
| 72                      | Marit Raaijmakers ‏      | 13                      |
| 73                      | روكسان كنيتيمان         | 13                      |
| 74                      | فيمكا ماركوس            | 13                      |
| 75                      | ديمي فوليرينغ           | 13                      |
| 76                      | Nina Buijsman ‏          | 13                      |

| Team Virtu Cycling Women ‏ TVC | Team Virtu Cycling Women ‏ TVC | Team Virtu Cycling Women ‏ TVC |
| ----------------------------- | ----------------------------- | ----------------------------- |
| م                             | عداء                          | مرتبة                         |
| 91                            | مارتا باستيانيلي              | لم يكمل السباق                |
| 92                            | أنوسكا كوستر                  | 5                             |
| 93                            | كاتارزينا باولوسكا            | لم يكمل السباق                |
| 94                            | ميكي كروجر                    | 5                             |
| 95                            | لويز هانسن (زمني فردي)        | 5                             |
| 96                            | كريستينا سيجارد               | 5                             |

| يو أي أيه تيم ‏ ALE | يو أي أيه تيم ‏ ALE        | يو أي أيه تيم ‏ ALE |
| ------------------ | ------------------------- | ------------------ |
| م                  | عداء                      | مرتبة              |
| 101                | كلو هوسكينغ               | لم يكمل السباق     |
| 102                | رومي كاسبر                | 9                  |
| 103                | ثريا بالادين              | 9                  |
| 104                | Eri Yonamine ‏ (زمني فردي) | 9                  |
| 105                | Karlijn Swinkels ‏         | 9                  |
| 106                | Diana Peñuela ‏            | لم يكمل السباق     |

| فالكار سيلانس ‏ VAL | فالكار سيلانس ‏ VAL      | فالكار سيلانس ‏ VAL |
| ------------------ | ----------------------- | ------------------ |
| م                  | عداء                    | مرتبة              |
| 111                | مارتا كافالي            | 7                  |
| 112                | Vittoria Guazzini ‏      | 7                  |
| 113                | ماريا جوليا كونفالونيري | 7                  |
| 114                | Alessia Vigilia ‏        | 7                  |
| 115                | إيلينا بيروني           | 7                  |
| 116                | كيارا كونسوني           | لم يكمل السباق     |

| موفيستار للسيدات ‏ MOV | موفيستار للسيدات ‏ MOV    | موفيستار للسيدات ‏ MOV |
| --------------------- | ------------------------ | --------------------- |
| م                     | عداء                     | مرتبة                 |
| 121                   | أود بيانيك               | 10                    |
| 122                   | روكسان فورنييه           | لم يكمل السباق        |
| 123                   | شيلا جوتيريز (زمني فردي) | 10                    |
| 124                   | Lourdes Oyarbide ‏        | 10                    |
| 125                   | غلوريا رودريغيز          | 10                    |
| 126                   | مارغريتا فيكتوريا غارسيا | 10                    |

| EF Education–Tibco–SVB ‏ TIB | EF Education–Tibco–SVB ‏ TIB | EF Education–Tibco–SVB ‏ TIB |
| --------------------------- | --------------------------- | --------------------------- |
| م                           | عداء                        | مرتبة                       |
| 131                         | أليسون جاكسون               | 14                          |
| 132                         | Sharlotte Lucas ‏            | 14                          |
| 133                         | Shannon Malseed ‏            | 14                          |
| 134                         | ليا ديكسون ‏                 | 14                          |

| FDJ–Suez ‏ FDJ | FDJ–Suez ‏ FDJ      | FDJ–Suez ‏ FDJ  |
| ------------- | ------------------ | -------------- |
| م             | عداء               | مرتبة          |
| 141           | شارلوت بيكر        | 11             |
| 142           | Stine Borgli ‏      | 11             |
| 143           | Shara Marche       | 11             |
| 144           | Maëlle Grossetête ‏ | 11             |
| 145           | لورين كيتشن        | 11             |
| 146           | Greta Richioud ‏    | لم يكمل السباق |

| BTC City Ljubljana ‏ BTC | BTC City Ljubljana ‏ BTC  | BTC City Ljubljana ‏ BTC |
| ----------------------- | ------------------------ | ----------------------- |
| م                       | عداء                     | مرتبة                   |
| 151                     | يوجينة بوجاك (زمني فردي) | 12                      |
| 152                     | Maaike Boogaard ‏         | 12                      |
| 153                     | Anastasia Chursina       | 12                      |
| 154                     | Hayley Simmonds ‏         | 12                      |
| 155                     | حنا نيلسون               | 12                      |
| 156                     | Urša Pintar ‏             | 12                      |

## التصنيف العام النهائي
| التصنيف العام         | التصنيف العام                      | التصنيف العام | التصنيف العام | التصنيف العام |
| المتسابقة             | المتسابقة                          | الفريق        | الوقت         |               |
| --------------------- | ---------------------------------- | ------------- | ------------- | ------------- |
| 1                     | Trek-Segafredo Women               |               | 43 د 53 ث     |               |
| 2                     | Canyon-SRAM Racing                 |               | + 25 ث        |               |
| 3                     | Sunweb Women                       |               | + 46 ث        |               |
| 4                     | Boels Dolmans                      |               | + 1 د 17 ث    |               |
| 5                     | Virtu Cycling Women                |               | + 1 د 48 ث    |               |
| 6                     | Mitchelton-Scott                   |               | + 1 د 50 ث    |               |
| 7                     | Valcar Cylance                     |               | + 2 د 35 ث    |               |
| 8                     | CCC-Liv                            |               | + 3 د 04 ث    |               |
| 9                     | Alé Cipollini                      |               | + 3 د 04 ث    |               |
| 10                    | Movistar Team                      |               | + 3 د 19 ث    |               |
| 11                    | FDJ-Nouvelle Aquitaine-Futuroscope |               | + 3 د 20 ث    |               |
| 12                    | BTC City Ljubljana                 |               | + 3 د 24 ث    |               |
| 13                    | Parkhotel Valkenburg-Destil        |               | + 3 د 31 ث    |               |
| 14                    | Tibco-Silicon Valley Bank          |               | + 7 د 27 ث    |               |
|                       |                                    |               |               |               |
| مصدر: ProCyclingStats |                                    |               |               |               |

## وصلات خارجية
- الموقع الرسمي
- لمحة عن سباق أوبن دي سويد فارجاردا - سباق الزمن للفرق 2019 على موقع  ProCyclingStats   (برو  سايكلنج  ستاتس) - إحصاءات  محترفي  الدراجات.
- أوبن دي سويد فارجاردا - سباق الزمن للفرق 2019 على موقع إحصائيات الدراجات الإحترافية (الإنجليزية)